# (186728) 2004 CH2
2004 سي إتش 2 (ويعرف أيضًا باسم (186728) 2004 سي إتش 2 وفق تسمية الكوكب الصغير) (بالإنجليزية: 2004 CH2)‏ هو كويكب ضمن حزام الكويكبات؛ وترتيبه 186728 من حيث الاكتشاف.
اكتُشف هذا الجُرم الفلكي بواسطة جيمس ويتني يونغ في 12 فبراير 2004.

## وصلات خارجية
- (186728) 2004 CH2 في قاعدة بيانات مختبر الدفع النفاث لأجرام النظام الشمسي الصغيرة

- الاكتشاف · مخطط المدار ·  العناصر المدارية · المعلمات المادية

- (186728) 2004 CH2 على موقع ويكي سكاي: DSS2, SDSS, GALEX, IRAS, Hydrogen α, X-Ray, Astrophoto, Sky Map, Articles and images